# Liste der preußischen Gesandten in Polen
Die Liste der preußischen Gesandten in Polen enthält die Gesandten des Königreichs Preußen in der königlichen Republik Polen-Litauen seit dem 17. Jahrhundert. Berücksichtigt sind sowohl ordentliche Botschafter (Residenten) als auch Gesandte für besondere Anlässe.

## Geschichte
Die Botschaft befand sich im Brandenburgischen Palais an der Ulica Bielańska.
Seit dem 17. Jahrhundert wurden preußische Diplomaten nach Warschau geschickt. Da der offizielle Kontakt zum König zunächst vor allem in Dresden stattfand, war die Botschaft in Warschau bis 1764 nur von untergeordneter Bedeutung.
Die preußischen Diplomaten in Warschau engagierten sich für die Protestanten in Polen, die seit 1717 in ihren Rechten stark eingeschränkt waren. So konnten deren Gottesdienste und Veranstaltungen in Warschau zeitweise nur in der preußischen Botschaft stattfinden (Georg Rauss). Dieses Engagement nutzte Preußen aber auch als Möglichkeit, einen größeren Einfluss im Königreich Polen zu bekommen.
Bei den Teilungen Polens 1772 bis 1795 spielten die preußischen Gesandten in Warschau eine wichtige Rolle.

## Gesandte
- 1665 Johann von Hoverbeck
- 1670 Eusebius von Brandt, Resident
- 1690–1703 Johann von Hoverbeck
- 1703–1704 Johann Friedrich von Alvensleben
- 1704 Gottfried Werner (?)
- 1704–1717 Georg Friedrich Lölhöffel
- 1721–1723 Johann Bogislaw von Schwerin
- 1722, 1724 Kurt Christoph von Schwerin
- vor 1745 Johann Wallenrodt
- 1740?–1745 Karl Friedrich Hoffmann, Resident
- 1748–1752 Friedrich Christian Hieronymus von Voß
- 1752 Joachim Andreas von Maltzan
- 1752/64–1776 Gédéon Benoît, Resident
- 1764 Johann Carl Friedrich zu Schönaich-Carolath, Gesandter zur Königswahl
- 1765 Wilhelm Bernhard von der Goltz, Botschafter
- 1776–1779 Friedrich Blanchot
- 1779–1780 von Axt
- 1780–1789 Ludwig Heinrich Buchholtz
- 1789–1790 Girolamo Lucchesini
- 1790–1791 August Friedrich Ferdinand von der Goltz
- 1790–1792 Girolamo Lucchesini
- 1792–1794 Ludwig Heinrich Buchholtz